# Kawasaki W800
Kawasaki W800 – japoński motocykl produkowany przez firmę Kawasaki od 2011 roku. Zastąpił model Kawasaki W650. Pojazd nawiązuje swym wyglądem do starszych maszyn.

## Dane techniczne/Osiągi
Silnik: R2
Pojemność silnika: 773 cm³
Moc maksymalna: 48 KM/6500 obr./min
Maksymalny moment obrotowy: 60 Nm/2500 obr./min
Prędkość maksymalna: 170km/h
Przyspieszenie 0–100 km/h: brak danych